# Trở lại tuổi 18
Trở lại tuổi 18 (tiếng Hàn: 18 어게인; Romaja: 18 Eogein) là một phim truyền hình Hàn Quốc dựa trên bộ phim Mỹ Trở lại tuổi 17 của Jason Filardi được phát sóng vào năm 2009. Với sự tham gia của Lee Do-hyun, Kim Ha-neul và Yoon Sang-hyun, bộ được phát sóng trên đài JTBC bắt đầu từ ngày 21 tháng 9 đến ngày 10 tháng 11 năm 2020.

## Nội dung
Jung Da-jung (Kim Ha-neul) và Hong Dae-young (Yoon Sang-hyun) kết hôn và sinh ra cặp song sinh. Ngay sau khi Da-jung nộp đơn ly hôn, Dae-young trẻ lại với ngoại hình giống như cậu lúc 18 tuổi (Lee Do-hyun) nhưng mang tính cách của ông chú 37 tuổi. Anh bắt đầu cuộc sống mới với nhân dạng mới và học tại trường của hai con mình. Trong suốt khoảng thời gian tại trường, anh chợt nhận ra cuộc sống của con mà anh chưa bao giờ biết.

## Diễn viên

### Chính
- Kim Ha-neul vai Jung Da-jung 37 tuổi
  - Han So-eun vai Da-jung lúc 18 tuổi[2]

Vợ của Hong Dae-young và là tân phát thanh viên đài JBC. Cô từng nổi tiếng tại trường trung học và đã hẹn hò với Hong Dae-young. Nhưng trước khi tốt nghiệp trung học họ buộc phải kết hôn do cô có thai với Hong Dae-young. Hiện cô là bà mẹ 37 tuổi của cặp song sinh, do chán nản chồng cô đã nộp đơn ly hôn. Cô là hóa thân của Scarlett O'Donnell (Leslie Mann) trong bộ phim gốc.
- Yoon Sang-hyun vai Hong Dae-young 37 tuổi

Chồng của Jung Da-jung và là thợ sửa máy giặt. Anh từng là ngôi sao bóng rổ tại trường trung học. Nhưng do một vài lý do anh đã đánh mất cơ hội vào trường đại học danh giá, và đã kết hôn với Jung Da-jung. Hiện anh là ông bố 37 tuổi của cặp song sinh. Cuộc sống của anh trở nên chua chát sau khi anh mất việc do anh gây sự với cấp trên sau khi một công nhân mới đã thăng chức trước anh và vợ anh nộp đơn ly hôn, buộc anh phải chuyển đến nhà của người bạn thân, Go Deok-jin. Anh là hóa thân của Mike O'Donnell (Matthew Perry)
- Lee Do-hyun vai Dae-young 18 tuổi / Go Woo-young

Một ngày nọ, Hong Dae-young trẻ lại với thân hình của chính anh lúc 18 tuổi. Anh lấy thân phận là con trai của Go Deok-jin tên Go Woo-young và học tại trường trung học Serim, trường mà anh đã học lúc 18 tuổi, và cũng là trường của con anh. Go Woo-young là hóa thân của Mark Gold (Zac Efron, anh cũng đóng vai của Mike O'Donnell lúc trẻ)

### Vai phụ
- Wi Ha-joon vai Ye Ji-hoon[3]

Anh là vận động viên bóng chày yêu thích của Hong Dae-young.
- Kim Yoo-ri vai Ok Hye-in

Cô là giáo viên chủ nhiệm của Go Woo-young, Hong Shi-ah, Seo Ji-ho, Goo Ja-sung và các bạn khác. Cô có vẻ như là 1 giáo viên hoàn hảo nhưng cô lại giấu sở thích kỳ lạ của mình, cô còn cải trang để đi vào các tiệm Net để chơi các tựa game online. Tủ đồ của cô chứa đầy phim ảnh,vật phẩm trong game và 1 bộ máy tính. Cô thường xuyên tương tác với 1 tài khoản game khác mà sau này được tiết lộ là tài khoản của Go Deok-jin. Cô là hóa thân của nhân vật Jane Masterson (Melora Hardin) trong bộ phim gốc trừ việc cô không phải là hiệu trưởng của trường
- Kim Mi-kyung vai Yeo In-ja

Mẹ của Jung Da-jung. Cô đã rất buồn bã khi đối mặt với việc con gái cô mang thai trong khi còn đang đi học, nhưng sau này ủng hộ quyết định giữ lại 2 đứa con của cô
- Lee Byung-joon vai Hong Joo-man[4]

Cha của Hong Dae-young. Ông là người đã bảo Dae-young phải chịu trách nhiệm với cái thai của Da-jung

#### Nhân vật xung quanh Dae-young và Da-jung
- Kim Kang-hyun vai Go Deok-jin

CEO của một công ty game. Người bạn thân giàu có mà Hong Dae-young đã sống chung sau khi bị đuổi ra khỏi nhà. Anh là bạn thân của Dae-young sau khi được Dea-yong cứu khỏi sự bắt nạt của Choi Il-kwon. Anh giả làm cha của Go Woo-young và chuẩn bị tài liệu cho anh nhập học. Anh là hóa thân của Ned Gold (Thomas Lennon) trong bộ phim gốc.
- Lee Mi-do vai Choo Ae-rin

Cô là luật sư và là bạn thân của Da Jung. Cô đã khuyến khích Da-jung ly hôn với Dae-young. Cô đã từng thích Dae-young, nhưng hiện tại không thích nữa do anh đã mất đi vẻ ngoài lúc còn trẻ. Cô là hóa thân của Naomi (Nicole Sullivan) trong bộ phim gốc.
- Lee Ki-woo vai Choi Il-kwon[5]

Anh là giáo viên thể dục tại trường Serim và là bạn cũ của Dae-young và Da-Jung tại trường Serim. Da-jung là mối tình đầu của anh.

#### Học sinh trường Serim hiện tại
- Roh Jeong-eui vai Hong Shi-ah[6]

Con gái song sinh đầu của Hong Dae-young và Jung Da-jung. Cô là một nữ sinh nổi tiếng và có rất nhiều bạn nhưng có một chút nổi loạn. Cô làm thêm tại một cửa hàng tiện lợi nhưng không được sự đồng ý của cha mẹ, trong khi chỉ có bạn và em trai cô biết điều này, cho đến khi người cha 18 phát hiện ra. Kể từ đó cô rất chống đối anh ta. Cô là hóa thân của Maggie O'Donnell (Michelle Trachtenberg) trong bộ phim gốc.
- Ryeoun vai Hong Shi-woo

Con trai song sinh kế của Hong Dae-young và Jung Da-jung. Không giống như người chị, anh thường xuyện bị Goo Ja-sung và đội bóng rổ bắt nạt. Anh thích chơi bóng rổ giống cha anh nhưng cố che giấu đi. Cho đến khi anh gặp người cha 18 tuổi và bảo vệ anh. Anh là hóa thân của Alex O'Donnell (Sterling Knight) trong bộ phim gốc.
- Hwang In-yeop vai Goo Ja-sung

Đội trưởng độ bóng rổ với tính cách thô lỗ. Anh thích hành hạ Hong Shi-woo tại trường. Anh là hóa thân của Stan (Hunter Parrish) trong bộ phim gốc.
- Oh So-hyun vai Jeon Bo-bae

Bạn của Hong Shi-ah người có ấn tượng với Go Woo-young.
- Choi Bo-min vai Seo Ji-ho[7]

Bạn học/lớp trưởng của Hong Shi-ah. Anh là bạn thời thơ ấu của cặp song sinh
- Kim Yoon-hye vai Kwon Yu-mi[8]
- Jang Hyuk-jin vai Heo Woong-gi
- Choi Won-jae vai Lee Jin-hyuk
- Yang Dae-hyuk vai Nam Gi-tae

#### Nhân vật tại JBC News
- Kim Yoon-hye vai Kwon Yu-mi[8]

Phát thanh viên tân binh trẻ tuổi. Cô luôn cảm thấy bị đe dọa bởi sự xuất hiện của Da-jung tại công ty.
- Jang Hyuk-jin vai Heo Woong-gi

Quản lý cấp cao của bộ phận phát thanh viên. Anh là người được giám đốc yêu cầu phải tỏ thái độ với Jung Da-jung.
- Ahn Nae-sang vai Moon Sang-hwi

Giám đốc của JBC News. Anh không thích Da-jung được chọn làm phát thanh viên trong phần kiểm tra mù do tuổi tác và vấn đề gia đình của cô, do đó anh muốn cô ấy phải nghỉ việc trong thời gian thử việc.
- Yang Dae-hyuk vai Nam Gi-tae

Phát thanh viên nam tân binh đậu phỏng vấn cùng với Da-jung, Yu-mi và Ja-young.
- Ko Eun-min vai Lim Ja-young

Phát thanh viên nữ tân binh đậu phỏng vấn cùng với Da-jung, Yu-mi, và Gi-tae. Cô rất thân thiện với Da-jung.

### Khách mời đặc biệt
- Jun Hyun-moo vai Bae Seung-hyun, người đánh giá trong buổi casting phát thanh viên của JBC
- Jang Sung-kyu vai chính anh một ứng viên trong buổi casting phát thanh viên của JBC

## Sản xuất
Ban đầu bộ phim dự tính công chiếu vào ngày 7 tháng 9 năm 2020 nhưng bị trì hoãn hai tuần do đại dịch COVID-19.

## Nhạc phim

### Trở lại tuổi 18: OST Special Album
Nhạc phim của bộ phim được tổng hợp trong một album gồm hai phần phát hành vào ngày 10 tháng 11 năm 2020. CD 1 và CD 2 lần lượt chứa các bài hát chủ đề và bản nhạc của bộ phim.
| CD 1 | CD 1                                           | CD 1                                    | CD 1                                                    | CD 1             | CD 1       |
| STT  | Nhan đề                                        | Phổ lời                                 | Phổ nhạc                                                | Nghệ sĩ          | Thời lượng |
| ---- | ---------------------------------------------- | --------------------------------------- | ------------------------------------------------------- | ---------------- | ---------- |
| 1.   | "The Only One" (하나면 돼요)                   | CR Kim Kim Soo-bin (Aiming) Clef Crew   | CR Kim Kim Soo-bin (Aiming) Clef Crew                   | Soyou (Sistar)   | 4:02       |
| 2.   | "Hello"                                        | Hana Lee Yong-min                       | Lee Yong-min Choi Jae-hyuk                              | Sohyang          | 4:04       |
| 3.   | "If You" (너였으면)                            | Eun Jong-dae Yoo Ji-ho (CLEF) Clef Crew | Eun Jong-dae Choi Cheon-geun Yoo Ji-ho (CLEF) Clef Crew | Choi Nakta       | 3:24       |
| 4.   | "One Person" (한사람)                          | GamDongis Han Seung-taek Ahn Sung-wook  | GamDongis Han Seung-taek                                | Solji (EXID)     | 4:02       |
| 5.   | "How To Love"                                  | Jay Lee Yoo Song-yeon                   | Yoo Song-yeon Jay Lee                                   | Sondia           | 3:09       |
| 6.   | "Moments Become Memories" (기억은 추억이 된다) | Honey Pot                               | Honey Pot                                               | Jukjae           | 4:08       |
| 7.   | "Somebody"                                     | Moon Sung-nam (Every Single Day)        | Moon Sung-nam (Every Single Day)                        | Clara C          | 3:43       |
| 8.   | "If We Love Again" (다시 사랑한다면)           | Kang Eun-kyung                          | Kim Tae-won                                             | Yoon Sang-hyun   | 3:51       |
| 9.   | "First Time"                                   | Moon Sung-nam (Every Single Day)        | Moon Sung-nam (Every Single Day) Shim Ji Gravity        | Every Single Day | 3:12       |

| CD 2 | CD 2                     | CD 2                                           | CD 2       |
| STT  | Nhan đề                  | Nghệ sĩ                                        | Thời lượng |
| ---- | ------------------------ | ---------------------------------------------- | ---------- |
| 1.   | "Be Courageous"          | Park Jung-in                                   | 00:53      |
| 2.   | "Country Man"            | Romantisco                                     | 02:46      |
| 3.   | "Burning 18"             | Jung Cha-shik                                  | 02:06      |
| 4.   | "Rocking Cute"           | Moon Sung-nam (Every Single Day)               | 01:55      |
| 5.   | "New Beginning"          | Kim Jung-hwan                                  | 02:22      |
| 6.   | "I Got A Dream"          | Kim Hong-kap                                   | 02:51      |
| 7.   | "Guess Who"              | Maeng Jae-joon                                 | 01:06      |
| 8.   | "Be Loyal"               | Son Han-mook                                   | 02:37      |
| 9.   | "First Time Eb"          | Kim Young-jin                                  | 01:16      |
| 10.  | "Generations"            | Romantisco                                     | 01:04      |
| 11.  | "Daddy Strings"          | Moon Sung-nam (Every Single Day)               | 03:49      |
| 12.  | "Heart Shaking"          | Moon Sung-nam (Every Single Day)               | 02:25      |
| 13.  | "Reminiscence"           | Park Jung-in                                   | 03:21      |
| 14.  | "Funny Bunny"            | Maeng Jae-joon                                 | 02:08      |
| 15.  | "Buddy"                  | Kim Hong-kap                                   | 03:42      |
| 16.  | "Fight Master"           | Moon Sung-nam (Every Single Day) Lee Jae-woong | 02:32      |
| 17.  | "Somebody Lonely Gt."    | Moon Sung-nam (Every Single Day)               | 02:32      |
| 18.  | "Gamecraft"              | Romantisco                                     | 01:35      |
| 19.  | "My Son Strings"         | Moon Sung-nam (Every Single Day)               | 05:23      |
| 20.  | "When I Am With You"     | Kim Hong-kap                                   | 02:38      |
| 21.  | "Thrash"                 | Jung Cha-shik                                  | 02:35      |
| 22.  | "Mismatch"               | Romantisco                                     | 02:27      |
| 23.  | "Blue Mood"              | Moon Sung-nam (Every Single Day)               | 03:22      |
| 24.  | "So Sweet"               | Park Jung-in                                   | 01:10      |
| 25.  | "My Day"                 | Kim Young-jin                                  | 01:23      |
| 26.  | "One More Chance"        | Son Han-mook                                   | 02:45      |
| 27.  | "Somebody Gt. Happy"     | Moon Sung-nam (Every Single Day)               | 02:35      |
| 28.  | "I Am"                   | Jung Cha-shik                                  | 00:34      |
| 29.  | "Morning"                | Kim Jung-hwan                                  | 02:44      |
| 30.  | "Too Late"               | Kim Young-jin                                  | 01:15      |
| 31.  | "Regret"                 | Son Han-mook                                   | 02:34      |
| 32.  | "Fight On"               | Jung Cha-shik                                  | 02:27      |
| 33.  | "First Time Piano Comic" | Moon Sung-nam (Every Single Day)               | 03:22      |

### Phần 1
| Phát hành vào 22 tháng 9 năm 2020 | Phát hành vào 22 tháng 9 năm 2020 | Phát hành vào 22 tháng 9 năm 2020     | Phát hành vào 22 tháng 9 năm 2020     | Phát hành vào 22 tháng 9 năm 2020 | Phát hành vào 22 tháng 9 năm 2020 |
| STT                               | Nhan đề                           | Phổ lời                               | Phổ nhạc                              | Nghệ sĩ                           | Thời lượng                        |
| --------------------------------- | --------------------------------- | ------------------------------------- | ------------------------------------- | --------------------------------- | --------------------------------- |
| 1.                                | "The Only One" (하나면 돼요)      | CR Kim Kim Soo-bin (Aiming) Clef Crew | CR Kim Kim Soo-bin (Aiming) Clef Crew | Soyou (Sistar)                    | 4:02                              |
| 2.                                | "The Only One" (Inst.)            |                                       | CR Kim Kim Soo-bin (Aiming) Clef Crew |                                   | 4:02                              |
| Tổng thời lượng:                  | Tổng thời lượng:                  | Tổng thời lượng:                      | Tổng thời lượng:                      | Tổng thời lượng:                  | 8:04                              |

### Phần 2
| Phát hành vào 28 tháng 9 năm 2020 | Phát hành vào 28 tháng 9 năm 2020 | Phát hành vào 28 tháng 9 năm 2020 | Phát hành vào 28 tháng 9 năm 2020 | Phát hành vào 28 tháng 9 năm 2020 | Phát hành vào 28 tháng 9 năm 2020 |
| STT                               | Nhan đề                           | Phổ lời                           | Phổ nhạc                          | Nghệ sĩ                           | Thời lượng                        |
| --------------------------------- | --------------------------------- | --------------------------------- | --------------------------------- | --------------------------------- | --------------------------------- |
| 1.                                | "Hello"                           | Hana Lee Yong-min                 | Lee Yong-min Choi Jae-hyuk        | Sohyang                           | 4:04                              |
| 2.                                | "Hello" (Inst.)                   |                                   | Lee Yong-min Choi Jae-hyuk        |                                   | 4:04                              |
| Tổng thời lượng:                  | Tổng thời lượng:                  | Tổng thời lượng:                  | Tổng thời lượng:                  | Tổng thời lượng:                  | 8:08                              |

### Phần 3
| Phát hành vào 29 tháng 9 năm 2020 | Phát hành vào 29 tháng 9 năm 2020 | Phát hành vào 29 tháng 9 năm 2020       | Phát hành vào 29 tháng 9 năm 2020                       | Phát hành vào 29 tháng 9 năm 2020 | Phát hành vào 29 tháng 9 năm 2020 |
| STT                               | Nhan đề                           | Phổ lời                                 | Phổ nhạc                                                | Nghệ sĩ                           | Thời lượng                        |
| --------------------------------- | --------------------------------- | --------------------------------------- | ------------------------------------------------------- | --------------------------------- | --------------------------------- |
| 1.                                | "If You" (너였으면)               | Eun Jong-dae Yoo Ji-ho (CLEF) Clef Crew | Eun Jong-dae Choi Cheon-geun Yoo Ji-ho (CLEF) Clef Crew | Choi Nakta                        | 3:24                              |
| 2.                                | "If You" (Inst.)                  |                                         | Eun Jong-dae Choi Cheon-geun Yoo Ji-ho (CLEF) Clef Crew |                                   | 3:24                              |
| Tổng thời lượng:                  | Tổng thời lượng:                  | Tổng thời lượng:                        | Tổng thời lượng:                                        | Tổng thời lượng:                  | 6:48                              |

### Phần 4
| Phát hành vào 5 tháng 10 năm 2020 | Phát hành vào 5 tháng 10 năm 2020 | Phát hành vào 5 tháng 10 năm 2020      | Phát hành vào 5 tháng 10 năm 2020 | Phát hành vào 5 tháng 10 năm 2020 | Phát hành vào 5 tháng 10 năm 2020 |
| STT                               | Nhan đề                           | Phổ lời                                | Phổ nhạc                          | Nghệ sĩ                           | Thời lượng                        |
| --------------------------------- | --------------------------------- | -------------------------------------- | --------------------------------- | --------------------------------- | --------------------------------- |
| 1.                                | "One Person" (한사람)             | GamDongis Han Seung-taek Ahn Sung-wook | GamDongis Han Seung-taek          | Solji (EXID)                      | 4:02                              |
| 2.                                | "One Person" (Inst.)              |                                        | GamDongis Han Seung-taek          |                                   | 4:02                              |
| Tổng thời lượng:                  | Tổng thời lượng:                  | Tổng thời lượng:                       | Tổng thời lượng:                  | Tổng thời lượng:                  | 8:04                              |

### Phần 5
| Phát hành vào 6 tháng 10 năm 2020 | Phát hành vào 6 tháng 10 năm 2020 | Phát hành vào 6 tháng 10 năm 2020 | Phát hành vào 6 tháng 10 năm 2020 | Phát hành vào 6 tháng 10 năm 2020 | Phát hành vào 6 tháng 10 năm 2020 |
| STT                               | Nhan đề                           | Phổ lời                           | Phổ nhạc                          | Nghệ sĩ                           | Thời lượng                        |
| --------------------------------- | --------------------------------- | --------------------------------- | --------------------------------- | --------------------------------- | --------------------------------- |
| 1.                                | "How To Love"                     | Jay Lee Yoo Song-yeon             | Yoo Song-yeon Jay Lee             | Sondia                            | 3:09                              |
| 2.                                | "How To Love" (Inst.)             |                                   | Yoo Song-yeon Jay Lee             |                                   | 3:09                              |
| Tổng thời lượng:                  | Tổng thời lượng:                  | Tổng thời lượng:                  | Tổng thời lượng:                  | Tổng thời lượng:                  | 6:18                              |

### Phần 6
| Phát hành vào 13 tháng 10 năm 2020 | Phát hành vào 13 tháng 10 năm 2020             | Phát hành vào 13 tháng 10 năm 2020 | Phát hành vào 13 tháng 10 năm 2020 | Phát hành vào 13 tháng 10 năm 2020 | Phát hành vào 13 tháng 10 năm 2020 |
| STT                                | Nhan đề                                        | Phổ lời                            | Phổ nhạc                           | Nghệ sĩ                            | Thời lượng                         |
| ---------------------------------- | ---------------------------------------------- | ---------------------------------- | ---------------------------------- | ---------------------------------- | ---------------------------------- |
| 1.                                 | "Moments Become Memories" (기억은 추억이 된다) | Honey Pot                          | Honey Pot                          | Jukjae                             | 4:08                               |
| 2.                                 | "Moments Become Memories" (Inst.)              |                                    | Honey Pot                          |                                    | 4:08                               |
| Tổng thời lượng:                   | Tổng thời lượng:                               | Tổng thời lượng:                   | Tổng thời lượng:                   | Tổng thời lượng:                   | 8:16                               |

### Phần 7
| Phát hành vào 18 tháng 10 năm 2020 | Phát hành vào 18 tháng 10 năm 2020 | Phát hành vào 18 tháng 10 năm 2020 | Phát hành vào 18 tháng 10 năm 2020 | Phát hành vào 18 tháng 10 năm 2020 | Phát hành vào 18 tháng 10 năm 2020 |
| STT                                | Nhan đề                            | Phổ lời                            | Phổ nhạc                           | Nghệ sĩ                            | Thời lượng                         |
| ---------------------------------- | ---------------------------------- | ---------------------------------- | ---------------------------------- | ---------------------------------- | ---------------------------------- |
| 1.                                 | "Somebody"                         | Moon Sung-nam (Every Single Day)   | Moon Sung-nam (Every Single Day)   | Clara C                            | 3:43                               |
| 2.                                 | "Somebody" (Inst.)                 |                                    | Moon Sung-nam (Every Single Day)   |                                    | 3:43                               |
| Tổng thời lượng:                   | Tổng thời lượng:                   | Tổng thời lượng:                   | Tổng thời lượng:                   | Tổng thời lượng:                   | 7:26                               |

### Phần 8
| Phát hành vào 20 tháng 10 năm 2020 | Phát hành vào 20 tháng 10 năm 2020   | Phát hành vào 20 tháng 10 năm 2020 | Phát hành vào 20 tháng 10 năm 2020 | Phát hành vào 20 tháng 10 năm 2020 | Phát hành vào 20 tháng 10 năm 2020 |
| STT                                | Nhan đề                              | Phổ lời                            | Phổ nhạc                           | Nghệ sĩ                            | Thời lượng                         |
| ---------------------------------- | ------------------------------------ | ---------------------------------- | ---------------------------------- | ---------------------------------- | ---------------------------------- |
| 1.                                 | "If We Love Again" (다시 사랑한다면) | Kang Eun-kyung                     | Kim Tae-won                        | Yoon Sang-hyun                     | 3:51                               |
| 2.                                 | "If We Love Again" (Inst.)           |                                    | Kim Tae-won                        |                                    | 3:51                               |
| Tổng thời lượng:                   | Tổng thời lượng:                     | Tổng thời lượng:                   | Tổng thời lượng:                   | Tổng thời lượng:                   | 7:42                               |

### Phần 9
| Phát hành vào 27 tháng 10 năm 2020 | Phát hành vào 27 tháng 10 năm 2020 | Phát hành vào 27 tháng 10 năm 2020 | Phát hành vào 27 tháng 10 năm 2020               | Phát hành vào 27 tháng 10 năm 2020 | Phát hành vào 27 tháng 10 năm 2020 |
| STT                                | Nhan đề                            | Phổ lời                            | Phổ nhạc                                         | Nghệ sĩ                            | Thời lượng                         |
| ---------------------------------- | ---------------------------------- | ---------------------------------- | ------------------------------------------------ | ---------------------------------- | ---------------------------------- |
| 1.                                 | "First Time"                       | Moon Sung-nam (Every Single Day)   | Moon Sung-nam (Every Single Day) Shim Ji Gravity | Every Single Day                   | 3:12                               |
| 2.                                 | "First Time" (Inst.)               |                                    | Moon Sung-nam (Every Single Day) Shim Ji Gravity |                                    | 3:12                               |
| Tổng thời lượng:                   | Tổng thời lượng:                   | Tổng thời lượng:                   | Tổng thời lượng:                                 | Tổng thời lượng:                   | 6:24                               |

## Tỷ lệ người xem
| Mùa | Mùa | Số tập | Số tập | Số tập | Số tập | Số tập | Số tập | Số tập | Số tập | Số tập | Số tập | Số tập | Số tập | Số tập | Số tập | Số tập | Số tập | Trung bình |
| Mùa | Mùa | 1      | 2      | 3      | 4      | 5      | 6      | 7      | 8      | 9      | 10     | 11     | 12     | 13     | 14     | 15     | 16     | Trung bình |
| --- | --- | ------ | ------ | ------ | ------ | ------ | ------ | ------ | ------ | ------ | ------ | ------ | ------ | ------ | ------ | ------ | ------ | ---------- |
|     | 1   | N/A    | 653    | 773    | 749    | 853    | 771    | 842    | 865    | 911    | 799    | 679    | 656    | 819    | 779    | 734    | 736    | N/A        |

| 1 | 21 tháng 9 năm 2020  | 1.753% | —      |
| 2 | 22 tháng 9 năm 2020  | 2.417% | —      |
| 3 | 28 tháng 9 năm 2020  | 2.674% | 2.494% |
| 4 | 29 tháng 9 năm 2020  | 2.532% | 2.531% |
| 5 | 5 tháng 10 năm 2020  | 3.209% | 2.987% |
| 6 | 6 tháng 10 năm 2020  | 2.786% | 2.855% |
| 7 | 12 tháng 10 năm 2020 | 2.803% | —      |
| 8 | 13 tháng 10 năm 2020 | 3.157% | 3.220% |
| 9 | 19 tháng 10 năm 2020 | 3.117% | 2.969% |
| 10 | 20 tháng 10 năm 2020 | 3.192% | 2.985% |
| 11 | 26 tháng 10 năm 2020 | 2.573% | 2.423% |
| 12 | 27 tháng 10 năm 2020 | 2.256% | 2.315% |
| 13 | 2 tháng 11 năm 2020  | 2.824% | 2.797% |
| 14 | 3 tháng 11 năm 2020  | 2.878% | —      |
| 15 | 9 tháng 11 năm 2020  | 2.683% | —      |
| 16 | 10 tháng 11 năm 2020 | 2.743% | —      |
| Trung bình | Trung bình           | 2.725% | —      |
| - Trong bảng trên đây, số màu xanh biểu thị cho tỷ lệ người xem thấp nhất và số màu đỏ biểu thị cho tỷ lệ người xem cao nhất. - N/A biểu thị đánh giá không hiển thị. - Bộ phim này được phát sóng trên truyền hình cáp/trả phí, thông thường có một số lượng khán giả tương đối nhỏ so với kênh miễn phí/đại trà như (KBS, SBS, MBC và EBS). |                      |        |        |

## Liên kết
- Website chính thức (bằng tiếng Hàn Quốc)
- Trở lại tuổi 18 trên Internet Movie Database
- Trở lại tuổi 18 trên HanCinema
- 18 Again trên iQIYI